# Горин, Евгений Александрович
Евгений Александрович Горин (укр. Євген Олександрович Горін, позывной — Горыныч; 22 ноября 1972, Полтава — 15 марта 2023, Георгиевка) — украинский военнослужащий, солдат, участник российско-украинской войны. Герой Украины (2025, посмертно).

## Биография
Родился 22 ноября 1972 года в Полтаве. Окончил 24-ю общеобразовательную школу. В 1990 году прошёл срочную военную службу. После службы работал электросварщиком.
С началом полномасштабного российского вторжения в Украину в 2022 году вступил в ряды территориальной обороны. Служил снайпером 2-й категории в 116-й отдельной бригаде территориальной обороны.
Погиб 15 марта 2023 года в районе села Георгиевка Донецкой области.
Похоронен на Затуринском кладбище в Полтаве.

## Награды
- Звание «Герой Украины» с удостоением ордена «Золотая Звезда» (2 января 2025, посмертно) — за личное мужество и героизм, проявленные в защите государственного суверенитета и территориальной целостности Украины, верность военной присяге[1].
- Орден «За мужество» III степени (1 марта 2023, посмертно) — за личное мужество и самоотверженные действия, проявленные в защите государственного суверенитета и территориальной целостности Украины, верность военной присяге[2].